# Motilidad

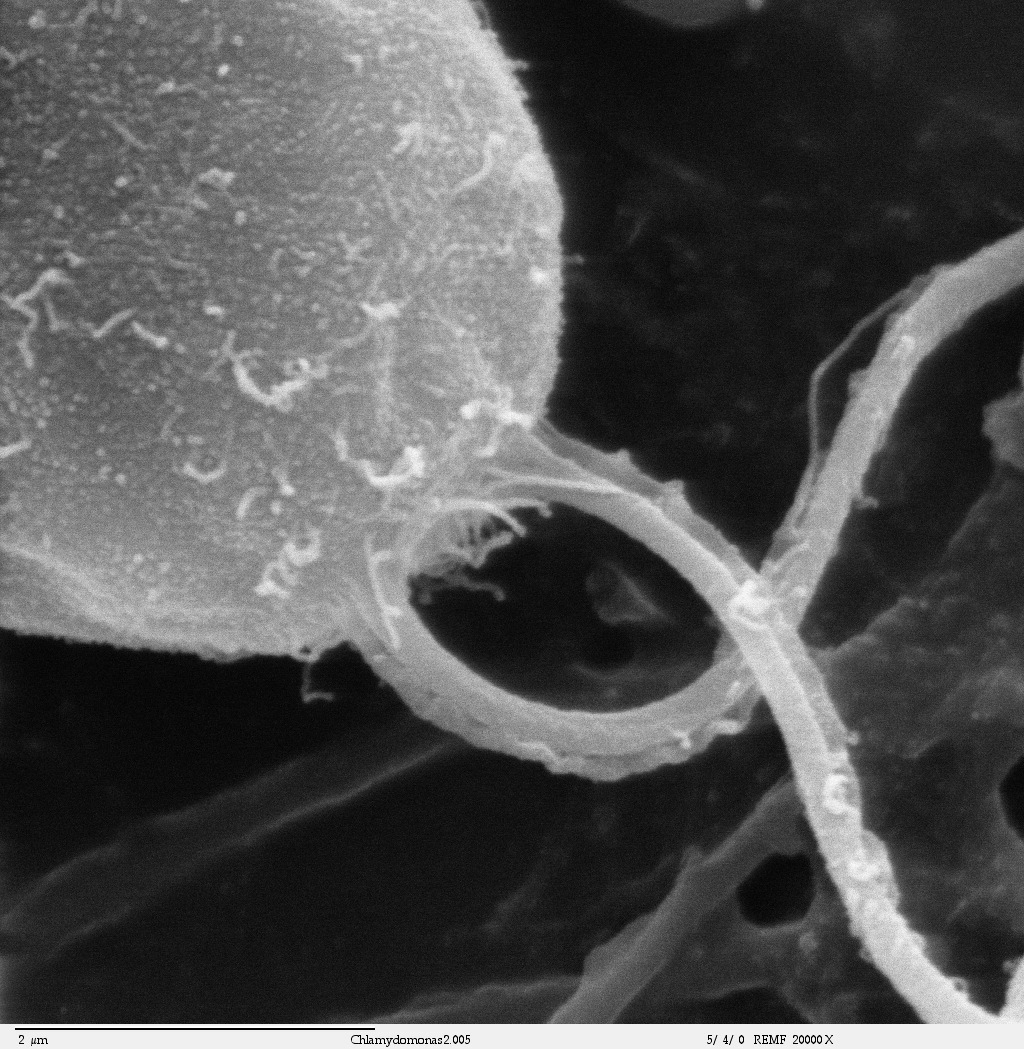
Las células poseen motilidad.

La motilidad es un término de la biología para expresar la habilidad de moverse espontánea e independientemente. Está referida tanto a organismos unicelulares como multicelulares. También es un término común para referirse a la motilidad gastrointestinal.

## Características
Motilidad celular (embriología): fenómeno decisivo para la formación de tejidos y órganos, y para la ubicación de estos en el cuerpo. Se produce porque en el lado frontal de la célula aparecen varias láminas citoplasmáticas llamadas lamelipodios, y del borde libre de cada lámina surgen numerosas prolongaciones digitiformes denominadas filopodios. Estos alteran los períodos de alargamiento y acortamiento, los cuales se deben a la polimerización y a la despolimerización de los filamentos de actina presentes en sus ejes.
En biología celular e ingeniería biomédica, la motilidad frecuentemente hace referencia a movimientos celulares entre gradientes establecidos en biopolímeros. Ejemplos son:
- movimiento a lo largo de un gradiente químico (ver quimiotaxis)
- movimiento a lo largo de un gradiente rígido (ver durotaxis)
- movimiento a lo largo de un gradiente de adhesión celular (ver haptotaxis)

## Tipología
El término motilidad también se usa para describir el movimiento y la actividad de espermatozoides en una muestra de semen.
Estos movimientos celulares se logran gracias a un citoesqueleto compuesto, en las células eucariotas, por microfilamentos o filamentos de actina, que es una proteína contráctil asociada a miosina. Estos microfilamentos son la base estructural de las microvellosidades que se encuentran, por ejemplo, en el epitelio del intestino. Los microtúbulos, otro elemento del citoesqueleto, están formados por tubulina alfa y tubulina beta, que son proteínas globulares. Los microtúbulos forman estructuras como cilios y flagelos; cilios en el epitelio de la tráquea y bronquios, por ejemplo, y flagelos que forman la cola del espermatozoide. Los microtúbulos también forman el huso mitótico que interviene en la separación de los cromosomas durante la meiosis y la mitosis. Los filamentos intermedios, el último componente del citoesqueleto, otorgan resistencia; por ejemplo, se encuentran en gran cantidad en células que forman los estratos de la epidermis, por dentro de la envoltura nuclear, en donde forman la lámina nuclear. Los hay de varios tipos y están asociados a distintas proteínas, según su localización.
En definitiva, es posible distinguir dos clases de movimientos celulares:
- Desplazamiento de toda la célula. Tiene lugar en células libres de seres pluricelulares tales como amebocitos de los equinodermos y en células como los fagocitos de vertebrados. A su vez, estos desplazamientos pueden ser de dos tipos:
  - Movimiento ameboide: Característico de las amebas, en los glóbulos blancos (neutrófilo, linfocito T) y además en fibroblasto y microglía. Se produce por la formación de pseudópodos que se extienden como protrusiones (lamelipodio), de manera que el sector periférico del citoplasma pasa de un estado fluido de sol a otro semisólido de gel, en el que están implicadas fibras del citoesqueleto como la actina F que se ensamblan y se desensamblan.
  - Movimiento vibrátil: Característico de protozoos ciliados y flagelados, así como en los espermatozoides. Los cilios y flagelos poseen un haz de microtúbulos denominado axonema, rodeado de membrana.
- Movimiento de alguna de sus partes. Es propio del resto de los organismos unicelulares que viven fijos y de las células de organismos pluricelulares. Corresponde a los denominados movimientos intracelulares y contráctiles.
  - Movimientos intracelulares: Son corrientes que producen un desplazamiento de partículas y gránulos en el interior de la célula. Por ejemplo la Spirogyra, los pelos de ortiga y algunos protozoarios.
  - Movimientos contráctiles: Aunque la mayor parte de las células tienen la propiedad de contraerse, algunas lo hacen especialmente, como las células musculares, que han diferenciado en el citoplasma miofibrillas constituidas por proteínas de actina y miosina. También algunos organismos unicelulares, como los ciliados Vorticella y Stentor, que presentan orgánulos contráctiles situados en el pedúnculo que intervienen en su acortamiento.
  - Movimientos pulsátiles: Algunos protozoos poseen vacuolas que se contraen y se dilatan rítmicamente para eliminar líquido del organismo.